# Corte Madera, Kalifornien
Corte Madera är en stad (town) i Marin County, i delstaten Kalifornien, USA. Enligt United States Census Bureau har staden en folkmängd på 9 353 invånare (2011) och en landarea på 8,2 km².